# Wladimir Alexandrowitsch Wolkow
Wladimir Alexandrowitsch Wolkow, auch Vladimir Volkov (russisch Владимир Александрович Волков; * 28. November 1960 in Leningrad) ist ein russischer Jazzbassist und bedeutender osteuropäischer Vertreter des Free Jazz.

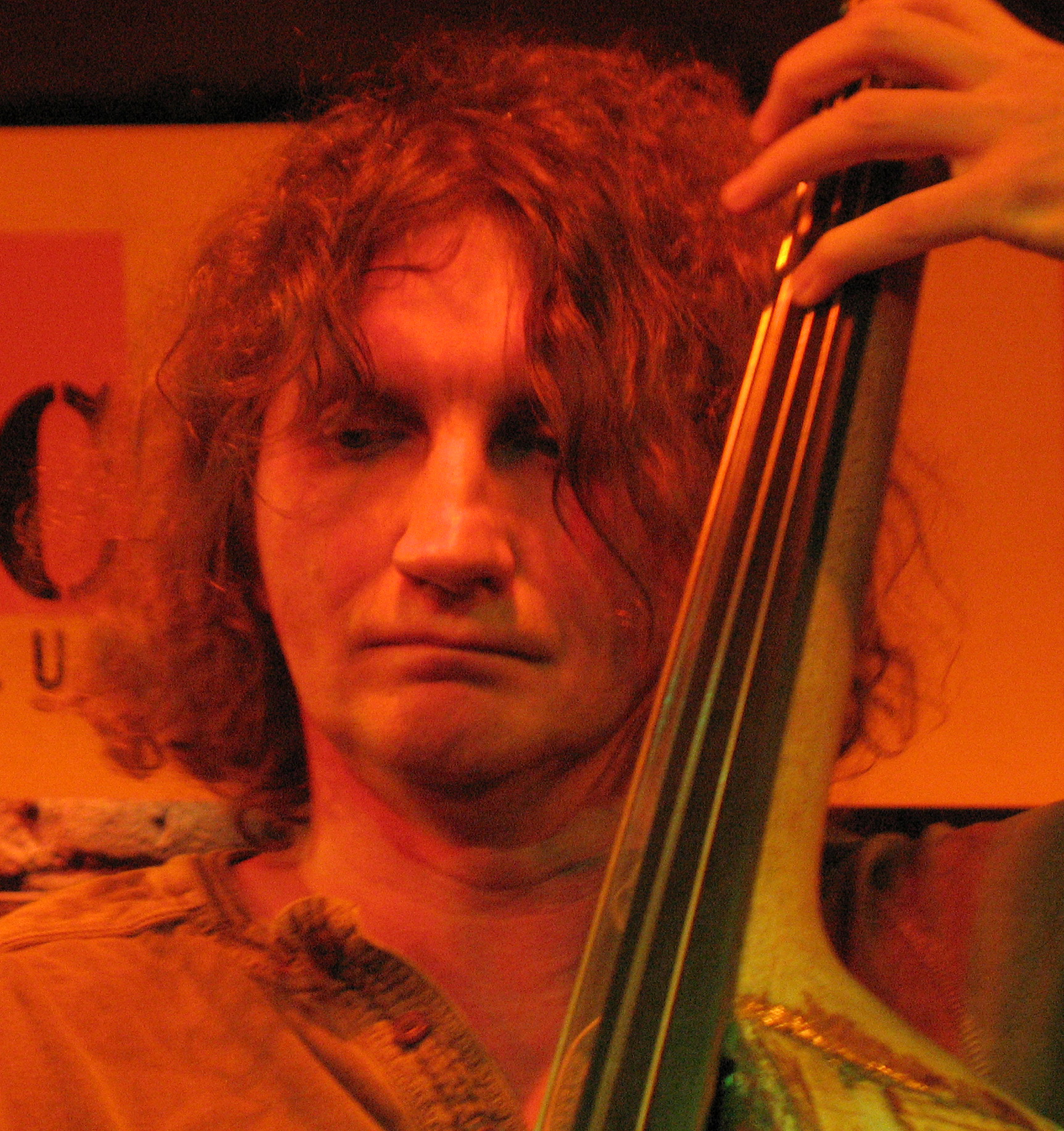

Volkov wurde als Partner von Vjacheslav Guyvoronsky im Leningrad Duo (bzw. St. Petersburg Duo) bekannt, mit dem er mehrere Alben aufnahm. Er spielte in Wieland Kuykens Collegium Europe und dem The Moscow Composers Orchestra. In den 1990er Jahren wurde er Mitglied des multikulturellen Projekts Vershki da Koreshki, dem der Pianist und Akkordeonist Alexei Levin aus Russland und die Sänger Mola Sylla aus Senegal und Kaigal-ool Khovalyg aus Tuwa angehören.
1998 wirkte er neben Enver Izmailov, Harry Tavitian, Anatoly Vapirov und Stoyan Yankoulov am Projekt Black Sea mit, das für das Leipziger Jazzfestival organisiert worden war. Danach arbeitete er mit Arkady Shilkloper und Sergey Starostin vom Moscow Art Trio sowie mit Sainkho Namtchylak und Vladimir Tarasov.
1999 unternahm er mit der Gruppe Vershki da Koreshki und der norwegischen Sängerin Mari Boine eine Europatournee. Zur Verleihung des Titels Europäische Kulturhauptstadt an die Stadt Graz 2003 beteiligte er sich an einem Ost-West-Projekt. Im gleichen Jahr gehörte er zu den Gründern des The New East Quartet (mit Tomasz Stańko), das sich im Londoner Barbican Centre vorstellte.
Die jüngsten Bands Volkovs sind das Volkov Trio (mit Sergey Starostin) und das Baltic Quartet, dem Bobo Stenson, Petras Vyšniauskas und Klaus Kugel angehören.

## Diskographie (Auswahl)
- Avandce to the Past mit Vjacheslav Guyvoronsky, 1988 (=CD 1 von Golden Years of Soviet New Jazz)
- Document Box / New Music from Russia, 1989
- Russian Songs mit Vjacheslav Guyvoronsky, 1990
- Yankee Doodle Travels mit Vjacheslav Guyvoronsky, 1994
- Real Life Of Plants, Volkov Trio und Arkady Shilkloper, 1996
- Much Better Volkov Trio, 1998
- Live in Norway, Vladimir Volkov, Arkady Shilkloper, Andrey Kondakov, Christian Scheuber, 1998
- Volkovtrio & Sergey Starostin / Arkady Shilkloper / Igor Butman / Kaigal-Ool Khovalyg / Mola Sylla / Oivier Ker-Ourio Much Better, 1998
- Gombu Zor, Vershki da Koreshki, 1999
- Once There Was Sun Volkov Trio und Sergey Starostin, 1999
- Vapirov / Tarasov / Volkov / Donchev Qartet. 2004
- Kazutoki Umezu & Vladimir Volkov Play Time. 2004
- Vyacheslav Guyvoronsky | Andrei Kondakov | Vladimir Volkov In Search of a Standard, 2009
- Ned Rothenberg, Vladimir Volkov Live at DOM: Duo Music for Nicolai Dmitriev, 2010